# Parabelbella exilior
Parabelbella exilior är en kvalsterart som först beskrevs av Mihelcic 1964.  Parabelbella exilior ingår i släktet Parabelbella och familjen Damaeidae. Inga underarter finns listade i Catalogue of Life.